# Moucherolle à gorge rayée
Myiotheretes striaticollis
Ne doit pas être confondu avec Moucherolle à gorge blanche.
Espèce
Synonymes
- Taenioptera striaticollis

Statut de conservation UICN

 LC  : Préoccupation mineure
Le Moucherolle à gorge rayée (Myiotheretes striaticollis), appelé également Moucherolle solitaire, est une espèce de passereau placée dans la famille des Tyrannidae.

## Systématique
Il a été décrit en 1853 par Philip Lutley Sclater sous le nom scientifique de Taenioptera striaticollis.

## Sous-espèces
Cet oiseau est représenté par 2 sous-espèces :
- Myiotheretes striaticollis striaticollis : Andes, de la Colombie à l'Ouest du Venezuela, Équateur et Pérou central ;
- Myiotheretes striaticollis pallidus Berlepsch, 1906 : Andes, de l'Est du Pérou (région de Cuzco) au Nord de la Bolivie et au Nord-Ouest de l'Argentine[1],[2].